# Charles Sumner
Pour les articles homonymes, voir Sumner.
Charles Sumner né le 1er janvier 1811 à Boston dans l'État du Massachusetts  et mort 11 mars 1874 à Washington (district de Columbia) est un homme politique américain. Il fut un brillant étudiant en droit à la Sorbonne à Paris. 
Avocat célèbre pour son art oratoire, il est un des leaders de la lutte contre l'esclavage dans son État. Membre influent de l'aile radicale du parti Républicain avec Thaddeus Stevens pendant la guerre de Sécession et la période dite de la Reconstruction, il est un fervent défenseur de l'égalité des droits des Noirs.

## Biographie
Charles Sumner est né 1811 dans une famille de juristes de Massachusetts, il sort diplômé d'Harvard en 1833, il devient avocat. 
La lecture du livre de Lydia Maria Child Appel en faveur de cette classe d'américains appelée Africains conditionne son engagement politique comme abolitionniste. Il milite d'abord dans le parti whig. Charles Sumner est élu au Sénat en 1851. Il devient un porte-parole déterminé de la lutte contre l'esclavage. En 1856, après un discours enflammé contre les pro-esclavagistes du Kansas, il est roué à coups de canne et gravement blessé par Preston Brooks, représentant de la Caroline du Sud : cette agression, qui indigne une grande partie de l'opinion, révèle Sumner au public. La même année, il adhère au jeune Parti républicain, dont il occupe l'aile « radicale » (ainsi nommée en raison de son maximalisme en matière de droits civiques des noirs).
Pendant la guerre, il réclame l'utilisation de troupes noires contre les sudistes. Il entre en conflit avec Abraham Lincoln sur les questions de l'affranchissement des soldats noirs et du suffrage des gens de couleur, Sumner étant partisan du plein exercice de ce droit.
À partir de 1866, Sumner devient un des chefs de file des Radicaux. Il veut faire payer au Sud le prix  de sa sécession et de son esclavagisme. Il s'oppose à la réintégration  de plein droit des États vaincus dans l'Union tant que le décret sur les droits civils n'aurait pas été approuvé par au moins la moitié de la population. C'est un féroce opposant au président Andrew Johnson et un des plus chauds partisans de son impeachment. Ulysses Grant, successeur de Johnson à la Maison blanche, est aussi l'objet de ses critiques pour son manque de soutien envers les droits des gens de couleur. Son engagement lui vaut d’être sévèrement attaqué par la presse, qui le décrit comme un « mauvais Américain ».
En 1869, le président de la République dominicaine Báez négocie un traité d'annexion par les États-Unis. Avec le soutien du secrétaire d'État américain, William H. Seward qui espère installer une base militaire à Samaná. En 1871, le traité est annulé par le Sénat américain à la suite des efforts du sénateur Charles Sumner. 
En 1872, il rejoint le groupe des Libéraux Républicains (des Républicains dissidents opposés à Grant) initié par le sénateur radical Carl Schurz.
Il est enterré dans le cimetière de Mount Auburn à Cambridge au Massachusetts.